# Supersaurus
Supersaurus, é um gênero de dinossauro saurópode (espécies quadrúpedes vegetarianas, de grande tamanho e longos pescoços) descoberto por Vivian Jones, em Delta (Colorado, EUA), em 1972. Está entre os maiores dinossauros conhecido pelo tamanho, podendo chegar a 33-34 metros de comprimento e peso de 35 a 40 toneladas.
É conhecido inicialmente na América do Norte, onde foi descoberta a espécie Supersaurus vivianae.

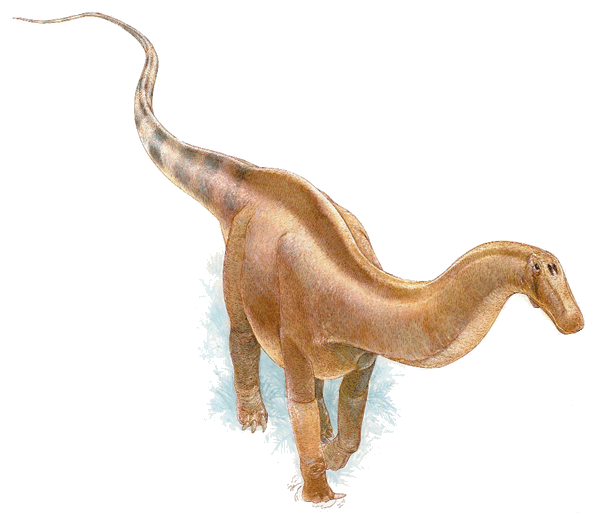
Reconstrução de um Supersaurus

O Dinheirosaurus lourinhanensis, dinossauro descoberto em 2015 em Portugal, pode na verdade ser o mesmo que o Supersaurus, o que, se confirmado, levará à mudança do nome deste para Supersaurus lourinhanensis.